# Sainte Marie l'Égyptienne
Sainte Marie l'Égyptienne est un tableau réalisé par le peintre espagnol José de Ribera en 1641. Cette huile sur toile est une peinture chrétienne qui représente Marie l'Égyptienne les mains jointes en prière sous des rochers, à côté d'un morceau de pain et d'un crâne humain. Legs de François-Xavier Fabre en 1837, l'œuvre est conservée au musée Fabre, à Montpellier, en France.

## Contexte
Marie l'Égyptienne était une courtisane qui se reconvertit au christianisme et se retira dans le désert de Jordanie avec seuls trois pains en poche achetés en faisant l'aumône. Elle survécut pendant soixante ans.

## Description
Typique de la Contre-Réforme faisant figurer des pénitents avec réalisme, le tableau appuie les traits usés du visage et du corps, le dévouement à la prière, et l'abandon de la vie charnelle (symbolisée par le crâne en avant plan). La palette et la composition sont d'un « ténébrisme sans concession » que l'on retrouve dans de nombreuses autres toiles de l'artiste à cette époque. L'attention se porte surtout sur les détails du corps abîmé, des rides, mais avec une expression loin du drame pathétique.
L'iconographie de Marie l'Égyptienne ressemble en de nombreux points à celle de Marie Madeleine (ex: Madeleine pénitente).

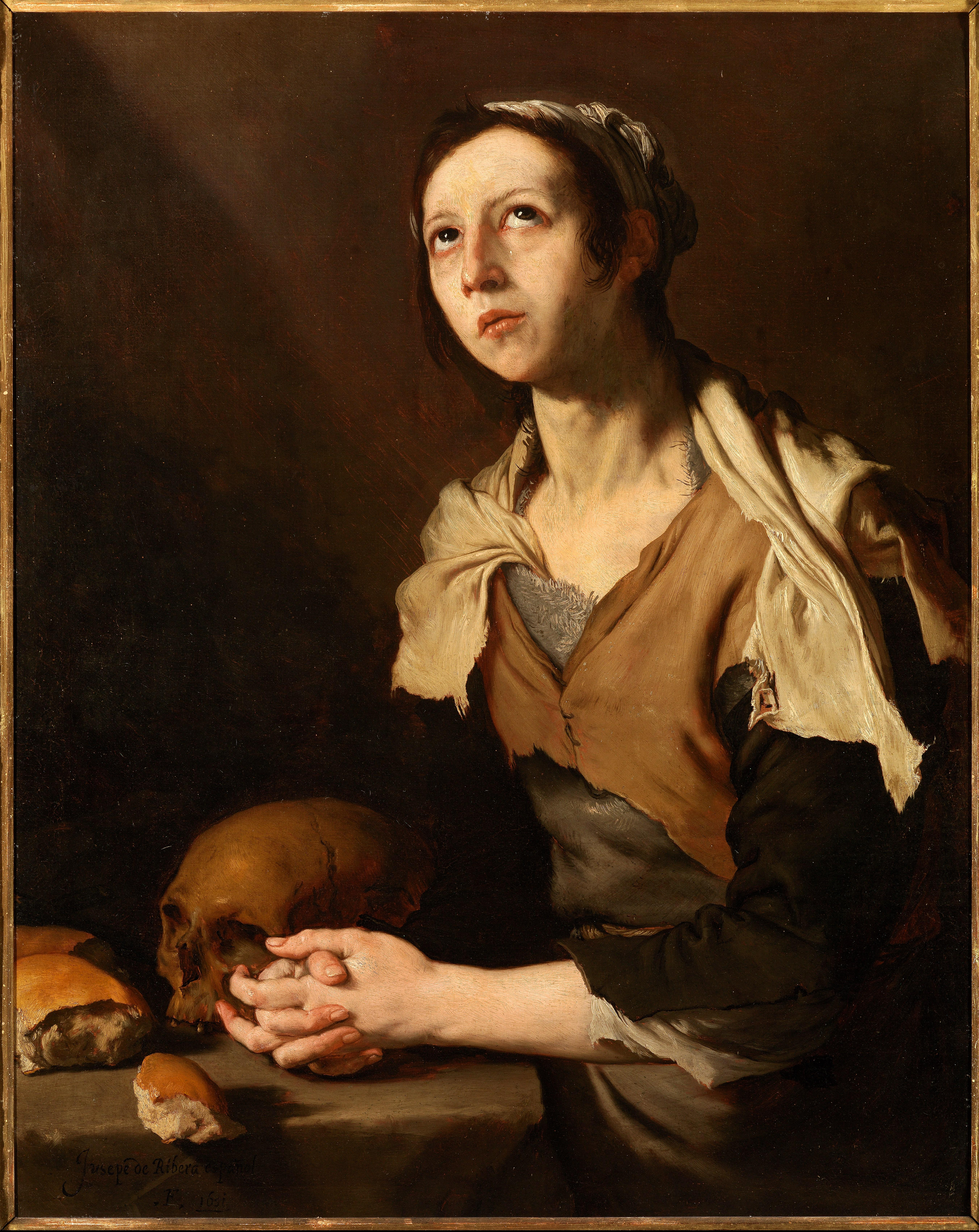
Marie l'Égyptienne (1651), José de Ribera.

En 1651, de Ribera peint une nouvelle version de Marie l'Égyptienne.